# 色彩民俗地理
色彩民俗地理是法国色彩学家、色彩设计大师让·菲力普·郎科罗（Jean-Philippe Lenclos）在1960年代创立的实践应用型色彩理论学说。

## 理论
色彩民俗地理以调查、测色记录、取证、归纳、编谱、总结色彩地域性特质等实践方法为主要研究形式，并在城市规划、建筑与环境景观、现代工业产品等设计实践领域里发挥着非常重要的配色指导作用；其理论主张和实践成果受到社会文化学、城市规划、国际流行色等领域里许多专家的肯定。色彩地理学主张对某个区域的综合色彩表现方式（主要是民居）做调查与编谱、归纳的工作，目的在于确认这个区域的“景观色彩特质”、阐述这个区域居民的色彩审美心理。